# Literatura Bahá'í
A Literatura Bahá'í engloba uma variedade de tópicos e formas, que inclui Escrituras Sagradas, inspiração, interpretação, história e biografia, introduções e estudos de materiais, bem como apologética.
Muitos dos livros da religião são cartas para indivíduos ou comunidades. A terminologia utilizada são Epístolas e foram coletadas das Figuras Centrais da Fé Bahá'í e sucessões através do tempo. Atualmente, a Casa Universal de Justiça utiliza cartas e/ou e-mails como método principal para informar todas as comunidades nacionais e locais.